# Мочалинський
Моча́линський — вузлова вантажно-пасажирська залізнична станція Донецької дирекції Донецької залізниці.
Розташована між селищами Молчалине та Сухівське, Сніжнянська міська рада, Донецької області на перетині двох ліній Торез — Безчинська та Мочалинський — Воскресенська між станціями Дронове (6 км) та Софіно-Брідська (5 км).
Через військову агресію Росії на сході України транспортне сполучення припинене, хоча до війни ходило декілька пар поїздів з Іловайська на Дебальцеве із заїздом у Софіно-Брідську.